# Judea

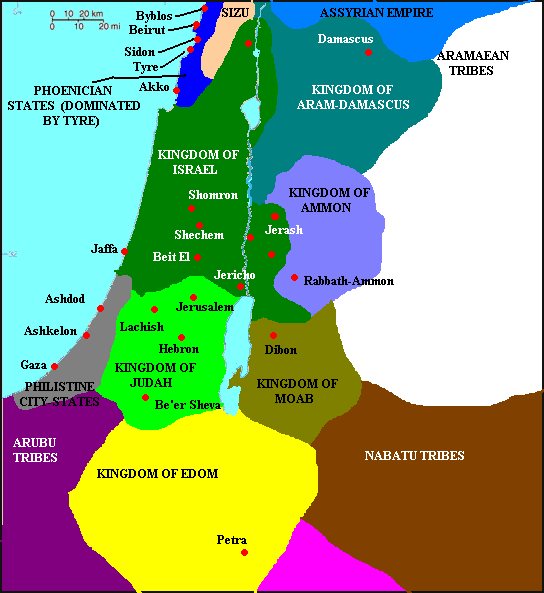
Mapa del Llevant mediterrani en el 830 aC.
Regne de Judà
Regne d'Israel
Ciutats estats filistees
Fenícia
Regne d'Ammon
Regne d'Edom
Regne d'Aram-Damasc
Tribus aramees
Tribus Arubu
Tribus Nabatu
Imperi Assiri
Regne de Moab

Judea fou un antic regne i província romana, format a partir de l'encara més antic regne de Judà i situat als territoris actualment d'Israel la i Palestina.

## Història
- 166 aC - Els "jueus piadosos" (hasidim) al comandament de Judes Macabeu, lluiten contra els jueus hel·lenitzats, ja que amb Antíoc IV sorgeix la iniciativa de convertir Jerusalem en una ciutat grega, prohibint el culte a Jahvè, així com els ritus jueus, i consagrant el temple al déu Zeus.
- 164 aC - Es produeix la rebel·lió dels macabeus. Es forma Judea com a estat jueu independent.
- 150 aC - Els selèucides són expulsats de Jerusalem.
- 129 aC - Caiguda del regne selèucida. L'estat jueu adquireix plena autonomia. Governen els asmoneus, partidaris del sector fariseu.
- 110 aC - El rei i sacerdot de Judea, Joan Hircà I, conquereix Idumea i Samària.
- 105 aC - El rei i summe sacerdot de Judea, Alexandre Janeu, fa que s'acabi el suport als fariseus i comença el favor als saduceus.
- 63 aC - Pompeu acaba amb el regnat dels macabeus. Judea esdevé regne client de Roma
- 6 dC - August deposa al rei Arquelau de Judea i s'estableix la província de Judea, una prefectura depenent del governador de la província romana de Síria.
- 66 - Comença la Gran Revolta Jueva que comporta la destrucció del temple de Jerusalem (70). La resistència acaba a Masadà el 73. La guerra fou narrada per Flavi Josep a la seva "Guerra Jueva".
- 99 - A la mort d'Herodes II Agripa queda annexada a la Província romana de Síria[2]
- 115 - Revolta general dels jueus de Llevant.
- 133 - Després de la prohibició de la circumcisió per Hadrià esclata la Segona Revolta Jueva coneguda pel nom del seu líder Simó bar Kochba. Dura tres anys (133 a 136)

### Conquesta romana de Judea
La mort de la reina Salomé Alexandra va portar als seus dos fills Hircà II i Aristòbul II de Judea a una sagnant guerra civil. Els fariseus estaven al costat d'Hircà i els saduceus amb Aristòbul. El 63 Aristòbul va quedar assetjat al temple de Jerusalem per Hircà i pel seu aliat el rei dels nabateus Aretes.
Aristòbul va demanar ajut a Gneu Pompeu i va enviar un missatger al seu llegat a Síria, Marc Emili Escaure, al que va prometre 8 000 kg d'argent. Escaure (Scarus) va ordenar a Aretes d'abandonar el setge. Llavors va arribar Pompeu en persona i Aristòbul li va enviar 800 kg d'or (que Pompeu va enviar al temple de Júpiter a Roma) i va obtenir el favor de Pompeu i el setge del temple semblava imminent que s'hauria d'aixecar. Però llavors Aristòbul va denunciar a Emili per haver acceptat els 8 000 kg d'argent i en va demanar el càstig. Pompeu va anar a Jerusalem i en defensa del seu llegat, es va posar de costat de Hircà i va fer arrestar a Aristòbul.
Hircà va permetre a Pompeu entrar a la torre baixa del temple, però els seguidors d'Aristòbul encara dominaven el temple. Pompeu va decidir atacar pel nord i després de forta lluita va entrar al temple; molt soldats jueus es van suïcidar abans que veure la profanació del seu santuari (juny-juliol del 63). Pompeu va entrar a la sala més santa del temple (una profanació als ulls dels jueus, ja que només hi podia entrar el gran sacerdot). L'endemà va ordenar la neteja i va nomenar Hircà com a gran sacerdot i etnarca. Les regions més hel·lenitzades foren annexionades a Síria i la resta va romandre com a regne client.
Marc Emili Escaure va fer la guerra a Aretes (i fou subornat amb 6 000 kg d'argent més) i va resultar mort poc després, segons se sap pels manuscrits de la mar Morta, quan ja Pompeu havia sortit del país.